# Trigonostemon poilanei
Trigonostemon poilanei är en törelväxtart som beskrevs av François Gagnepain. Trigonostemon poilanei ingår i släktet Trigonostemon och familjen törelväxter.
Artens utbredningsområde är Vietnam. Inga underarter finns listade i Catalogue of Life.